# Струнников, Николай Иванович
Николай Иванович Струнников (14 мая 1871, Орёл, Российская империя — 20 сентября 1945, Москва, СССР) — русский и советский живописец-портретист, реставратор, заслуженный деятель искусств РСФСР (1940).

## Биография
Родился 14 мая 1871 года в Орле. Семья, где было шестеро детей (два сына и четыре дочери), жила в нужде в селе Богородицкое Малоархангельского уезда. Отец художника — Иван Алексеевич — был приказчиком в сельском магазине, а мать — Александра Николаевна — домохозяйкой, отличалась художественными способностями и делала великолепные вышивки бисером.
После окончания трехлетнего обучения в начальной школе Николаю пришлось пойти в «мальчики». Он служил в Орле на складе купца Конькова. Здесь он увлекся рисованием, которое стало страстью, и Струнников решил ехать в Москву. Своё образование он начал учеником в мастерской живописца С. И. Грибкова, куда попал в числе по рекомендации одного художника, заметившего его способности.
В 1892 году поступил в Училище живописи, ваяния и зодчества, закончив его с двумя серебряными и одной бронзовой медалью. В училище его преподавателями были А. Архипов и В. Серов. Своё образование продолжил в 1901 году в Высшем художественном училище Петербургской Академии художеств у И. Е. Репина. Жил в Петербурге, а во время летних каникул уезжал к своим сестрам, которые жили в Малоархангельске. В 1902 году местный священник предложил ему расписать Воскресенскую церковь, что было им выполнено. Также им был расписан собор в Киеве, куда художник переехал в 1913 году, поступив преподавателем в художественное училище по рекомендации И. Е. Репина.
В Украине жил и работал в 1913-1922 годах и только во время голода 1921-23 вынужден покинуть Украину. Здесь много сотрудничал с директором Екатеринославского областного исторического музея имени Поля профессором Дмитрием Яворницким, создал в его доме фреску "Тарас Бульба с сыновьями". В экспозиции Днепропетровского исторического музея им. Д. Яворницкого хранится созданный Струнниковым портрет запорожца (1906), для которого позировал известный силач Иван Поддубный. Во время голода по совету Яворницкого выехал вместе с семьей в с. Беленькое возле Запорожья, где работал над портретами местных жителей, оформил театральную сцену, создавал портреты Тараса Шевченко, Ленина, Троцкого и др. По рекомендации В. Гиляровского выехал из Украины в Москву.
Н. И. Струнников принял и поддержал Октябрьскую революцию. В 1921 году по вызову Наркомпроса переехал в Москву. В период 1927—1930 годов создал целую галерею портретов героев гражданской войны: Ворошилова, Щаденко, Пархоменко, Подвойского. За портрет партизана Лунева Струнникову была присуждена Золотая медаль на Международной выставке в Париже в 1937 году.
Во время Великой Отечественной войны, находясь в эвакуации в Свердловске, написал полотна «Зоя Космодемьянская» и «Партизан» для Свердловского дома офицеров.
Умер 20 сентября 1945 года в Москве, похоронен на Новодевичьем кладбище.
Был женат на Прасковье Алексеевне, в семье родилось трое сыновей: Сергей, Игорь и Ростислав.

## Труды

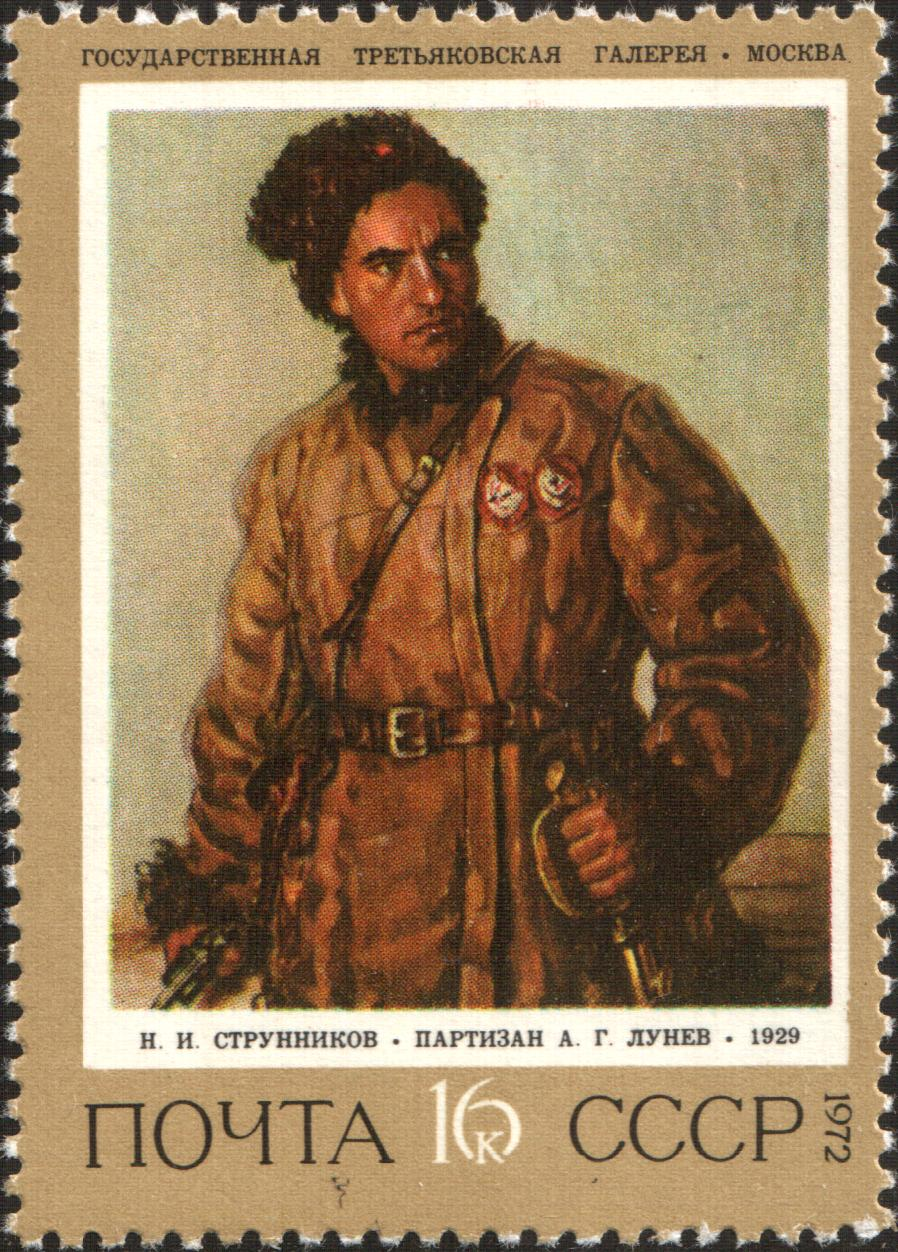
Картина «Партизан А. Г. Лунев»

Струнников был экспонентом МОЛХ, московского общества «Группа художников» (1909—1911), АХР (1926), ТПХВ (47-я, 48-я выставки). Также был участником литературно-художественного кружка «Среда» в Москве.
Его работы хранятся в Государственной Третьяковской галерее, Центральном музее Вооружённых сил в Москве, Музее новейшей истории России в Москве, Днепропетровском национальном историческом музее им. Д. Яворницкого, Полтавском и Донецком художественных музеях.

## Память
Жителями Малоархангельска установили на городском кинотеатре «Колос» мемориальную доску в честь Струнникова, где на мраморе высечены слова: «В гор. Малоархангельск с 1901—1904 жил и работал известный советский художник, заслуженный деятель искусств РСФСР Николай Иванович Струнников».